# Mi primera vez (serie de televisión)
Mi primera vez es una serie de televisión chilena, emitida por Televisión Nacional de Chile entre 2007 y 2009. Dirigida por varios conocidos directores chilenos, producida por Álvaro Entrala y escrita por Paula Del Fierro (Mi mejor enemigo, Rojo, la película). Es una producción de Valcine para TVN.
La serie muestra historias ficticias, basadas en casos reales, que narran la primera vez en que uno o ambos integrantes de la pareja comienzan su vida sexual.

## Episodios

### Primera temporada

#### Capítulo: Gonzalo
- Dirección: Marialy Rivas
- Elenco:
  - Matías Oviedo como Gonzalo
  - Francisca Lewin como Carolina
  - Elvira López como Fernanda

#### Capítulo: Cristina
- Elenco:
  - Monserrat Prats como Cristina
  - Pablo Macaya como Javier
  - Alejandro Goic como Padre de Cristina

#### Capítulo: Martín
- Elenco:
  - Jorge Velasco como Martin
  - Catalina Olcay como Juana
  - Antonella Orsini como Carola

#### Capítulo: Daniel
- Dirección: Matías Cruz
- Guion: Paula del Fierro y Enrique Videla
- Elenco:
  - Alfredo Allende como Daniel
  - Arantxa Uribarri como Beatriz
  - Elisa Zulueta como Marcia
  - Daniela Salinas como ¿?

#### Capítulo: Andrea
- Elenco:
  - Roberto Vander como Baltazar
  - Catalina Aguayo como Andrea
  - Begoña Basauri como Martina
  - Emilio Edwards como Pablo  (Cap. ¿?)

#### Capítulo: Samuel
- Dirección: Jorge Tripodi Falco
- Elenco:
  - Pablo Schwarz como Samuel
  - Blanca Lewin como ¿?
  - Natalia Soublette como ¿?

#### Capítulo: Ángela
- Dirección: Marcelo Ferrari
- Elenco:
  - Valeska Obilinovic como Ángela
  - Emilia Noguera como Francisca
  - Catalina Aguayo como Feña
  - Nicolás Poblete como Tomás

#### Capítulo: Yocelin
- Elenco:
  - Daniela Palacios como Yocelin
  - Sebastián Layseca como Felipe

#### Participaciones especiales
- Margarita Llanos como ¿?  (Cap. ¿?)
- Andrea Velasco como Paloma  (Cap. ¿?)
- Daniela Palavecino como ¿?  (Cap. ¿?)
- Barbara Mundt como ¿? (Cap. Javiera 19)
- Vanessa Müller
- Osvaldo Silva

### Segunda temporada

#### Capítulo: Javiera
- Dirección: Matías Stagnaro
- Guion:  Patricia González

#### Capítulo: Benjamín
- Dirección: Tatiana Gaviola
- Guion:  Patricia González

#### Capítulo: Ignacio
- Dirección: Matías Cruz
- Guion:  Patricia González

#### Capítulo: Laura
- Dirección: Andrés Waissbluth
- Guion:  Patricia González

#### Capítulo: Julio
- Dirección: Tatiana Gaviola
- Guion:  Patricia González

### Elenco
- Gonzalo Olave † como León (Cap. Mariana 18)
- Felipe Grandon como Benjamín (Cap. Benja 17)
- Karin Vodanovic como Vanessa (Cap. Benja 17)
- Mariel Castro como Catalina (Cap. Benja 17)
- Paulo Orrego como Federico (Cap. Javiera 19)
- Carolina Pizarro como Mariana (Cap. Mariana 18)